# Божић у Шведској
Божић у Шведској (швед. Jul i Sverige) слави се током целог децембра и традиционално до Кнутдана 13. јануара. Главна слава и размена поклона у многим породицама се одвија на Бадње вече, 24. децембра. Празник Свете Луције, врхунац шведске божићне сезоне, слави се током Адвента, 13. децембра.
Божић садржи сплет домаћих и страних обичаја који су прилагођени. Многи Швеђани славе Божић отприлике на исти начин, док су многи локални обичаји нестали.

## Историја
Порекло германске речи „Јул” је донекле нејасно. Око 600. године помиње се у готском календару заједно са хришћанским верским текстовима. Око 900. године, реч „Јул” се може наћи у одавању почасти краљу Харалду Лепокосом, у којој се неко каже за „Дрицка Јул” (Пијте Јул).  Повод за прославу јула био је обележавање зимског солстиција када дани почну да постају дужи, а ноћи поново краће.
У нордијско праисторијско доба постојао је обред „мидвинтерблот“ ( средином зиме блот ), који је био обред жртвовања који се одржавао средином зиме, што може значити или у исто време када и јул (у каснијим изворима назван јулаблот ), или средином јануара који је био усред зимског периода. Људи су жртвовали стоку, а можда и људе, да би добили благослов Асира за усев који је клијао. Ас (једнина од Ӕсир) који је био посебно хваљен у то време био је Один, који је обично носио име „Јолнер“. Јул је христијанизован, док су обреди блота били забрањени и напуштени када је Шведска постала хришћанска земља.
Прослава Божића крајем децембра је веома стара традиција са много порекла. Међу њима је староскандинавска божићна прослава – која је преовладавала у Скандинавији у 11. веку – и славила се у вези са прославом зимске понуде. Штавише, постоји хришћанска Божићна прослава у знак сећања на рођење Исуса Христа . Најранији записи о овим прославама су из 333. године. Осам стотина година касније ово је спојено са староскандинавском прославом Божића.
У староскандинавским изворима паганска прослава јула у нордијским земљама често се описује као „пити јул“. Централни аспект паганске германске прославе средине зиме био је добро јести и пити. Печење и производња пива и медовине биле су важне припреме за прославу. У средњовековним дрвеним календарима и предхришћанским каменим сликама, ову прославу још увек симболизује буре пива, или рог за пиће. Дакле, нагласак на традицији хране и пића првобитно је био паганска особина прославе Божића.
Јелка је обичај који је 1880-их увезен из Немачке . Некадашња традиција давања шаљивих поклона, често трупаца, замењена је крајем 19. и 20. века божићним поклонима које је давала божићна коза ( Јулбоцкен ) или касније, Деда Мраз ( Јултомтен ).

## Традиције

### Месец децембар
Божићне прославе у Шведској обично почињу првим Адвентом крајем новембра. Међутим, божићни украси и јулмуст би могли бити у продаји у продавницама много раније, често непосредно након Дана Свих светих . У ово време многи људи почињу да планирају свој Божић и почињу да купују поклоне. 1. децембра, прва епизода Божићног календара емитује се на телевизији и радију. 13. децембар је Луција где се већина деце и неки одрасли облаче и одржавају поворке у предшколским установама, школама и компанијама. Трећи и четврти Адвент су важни за многе породице јер се тада обављају многе припреме. Печење и кување су уобичајене активности, баш као и уређење дома. Велика куповина хране и пића често се обавља недељама пре празника, као и последње куповине божићних поклона.
Многе предшколске установе и школе почињу са божићним распустом од 17. до 22. децембра. Многа радна места на одмор крећу касније, између 20. и 23. децембра. Почетак распуста зависи од тога који је дан у недељи Бадње вече. Последњих дана пред Бадње вече, између 20. и 23. децембра, врше се највеће припреме, припремање већине јела, куповина и кићење јелке и умотавање поклона.
После Бадње вечери постоје два државна празника: јулдаген (Божић дан) и анандаг јул . Већина породица има годишњи одмор и слободна је од посла, али нека радна места могу поново да почну да раде у данима уочи Нове године. После новогодишње ноћи школе обично имају најмање недељу дана пре почетка пролећног семестра, али радна места често поново почињу са радом неколико дана након почетка нове године.
Многи Швеђани посећују службу у недељу Адвента, Поноћну мису 24. децембра или Божићну јутрењу у раним часовима Божића ( Јулота ).

### Јелка
Прича о божићној јелки настала је у Светом римском царству (Немачка) у 16. веку. Током 17. и 18. века јелку су почели да украшавају свећама. Прве шведске божићне јелке су углавном биле украшене свећама и посластицама попут воћа и слаткиша. Јабуке су се често качили на гране где су се налазиле свеће да би биле паралелније са земљом. Убрзо је постало уобичајено да породице праве своје украсе од папира и сламе. Неке породице су радије градиле Љускрону украшену резаним папиром. Од око 1880. године, комерцијални украси за божићно дрвце су били лако доступни у већим шведским градовима, од којих су најбољи увезени из Немачке. Дан када људи у Шведској купују и ките своје божићно дрвце увелико варира од породице до породице, али већина их украшава 13. децембра и избацује их до 13. јануара. Уобичајени украси данас укључују: куглице, свеће, јабуке, шведске заставе, мале патуљке и украсе од сламе. Кућа може бити испуњена црвеним лалама и мирисом пепаркакора – звезде срца, или медењака у облику козе. 
Дан Светог Кнута (13. јануар) означава крај шведског Божића и празничне сезоне. Деца, посебно, то могу прославити Кнутовом забавом.

### Јултомтен
Јултомтен, или само томтен, је биће које доноси дарове у Јулафтон (24. децембра увече). Поклони се зову јулклапар и вероватно су модерна верзија бадњака. Јултомтен се не спушта низ оџак, он лично уручује поклоне. Овај задатак често обавља старац који се тајно облачи у Јултомтена и куца на врата са врећом поклона.
Порекло модерног Јултомтеа је хибридизација између прехришћанског бића званог Томте и (првобитно холандског) Деда Мраза. Томте је углавном приказан као мало, гномелико духовно биће које живи на фарми и брине о њој (или породици) док породица фармера спава. Он би могао бити поклон ако се фармери понашају коректно према њему и стоци. Томта је ехо древног култа предака. Сматра се да се томте на имању сматрало духом претходних генерација, а помиње се да прате породицу/род, када се преселе. Упркос различитим културним коренима, Јултомте ( Томте of Јул ) се данас приказује слично општепознатој слици Деда Мраза.

### Храна и пиће
Храна која се служи у Шведској током Божића разликује се по регионима. Али и овде је наступила хомогенизација, у великој мери захваљујући униформној понуди робних кућа и доступности готове хране. 
Традиционално главно јело на Бадње вече је јулборд који се припрема уз сва класична јела. Ресторан доброг квалитета обично би служио више од педесет (или чак сто) различитих јела у јулборду. Породична трибина је много мања.
Традиционални јулборд се обично једе на бази шведског стола у пет до седам јела (у зависности од локалне и породичне традиције).
Прва три јела су обично рибља. Први тањир је асортиман разних киселих харинга сервираних са павлаком и власцем. Друга је разноврсна хладна риба, посебно неколико врста локса (нпр. гравлак ). А трећи тањир су топла јела од рибе – посебно лутфиск. Остала традиционална јела била би (димљена) јегуља, ролмопс, салата од харинге, печена харинга, димљени лосос, димљена златовчица и канапеи од шкољки, праћени сосовима и умацима.
Четврто јело је често избор хладног меса, а најважнији нарезак је божићна шунка ( јулскинка ) са сенфом. Остали традиционални делови гозбе укључују димљене кобасице, леверпастеј, комаде дивљачи, димљени јагњећи бут ( фарфиол ), паштете и неколико врста шваргли ( силта ). Такође је уобичајено сервирати нарезке са нарезаним сиром, киселим краставцима и меким (вортброд) и хрскавим хлебом.
Пети курс би била топла јела ( смавармт ). Традиционално, пети курс почиње намакањем хлеба у супу од божићне шунке, која се зове доп и гритан . Топла јела укључују шведске ћуфте ( коттбуллар ), мале пржене хреновке ( принскорв ), печена свињска ребра ( ревбенсспјалл ), свињске кобасице ( фласккорв ), кобасице од кромпира ( потатискорв ) и Јансонс фрестелсе - топла тепсија кромпира, кромпир премазан кајмаком, лук и папалине. Прилози су салата од цвекле у мајонезу и топли динстани црвени, зелени или браон купус и кувани кромпир.
Шесто и седмо јело је тањир са сиром и тањир за десерт. Јулборд сиреви укључују стилтон, чедар, <i id="mwug">вастерботеност</i> и божићни едамер . Десерти укључују розете ( струвор ), кленатс ( кленатер ), полкагрисар, урме, смокве, лепиње од шафрана, манделмуслор, медењаке, фигуре од марципана, различите врсте орашастих плодова, ризаламанду и најважније сутлијаш са циметом у праху. Традиционално, бадем се крије у чинији пудинга од пиринча и ко га нађе добија малу награду или му се признаје срећа.
Јулборд често укључује и локалне и породичне специјалитете. Међу њима су истербанд,  печени пасуљ, омлет са шкампима или печуркама преливеним бешамел сосом, сафранспанкака, лангкал, ророст, осткака, кроппкакор и јулгада.
Пиво и повремени снапс, бранвин или аквавит уобичајена су пића за овај божићни оброк. На јулборду се служи и сезонско безалкохолно пиће јулмуст, као и током целог божићног празника.
Божићна шунка се кува или пече, а затим глазира мешавином јаја, презла и сенфа.
Док је јулборд намењен да се једе у неколико јела, многи Швеђани једноставно мешају различита јела која воле. Један од разлога за то је тај што многе породице припремају само мали јулборд са "само основним".
Јулборд се служи од почетка децембра до непосредно пре Божића у ресторанима и до Богојављења у неким домовима. Кувано вино глог, медењаци и лепиње од шафрана служе се током децембра.

## Галерија
- Други адвент пред Божић
- Божић
- Божић
- Божић
- Божић
- Божић